# WTA-kampioenschap dubbelspel 1995
| Prijzengeld \| Resultaat \| Prijzengeld \| \| ------------ \| ----------- \| \| winnaressen \| $ 64.500 \| \| finale \| $ 29.500 \| \| halve finale \| $ 15.395 \| \| eerste ronde \| $ 8.615 \| |             |
| Resultaat | Prijzengeld |
| winnaressen | $ 64.500    |
| finale | $ 29.500    |
| halve finale | $ 15.395    |
| eerste ronde | $ 8.615     |

Het WTA-kampioenschap dubbelspel van 1995 vond plaats van woensdag 24 tot en met zaterdag 27 mei 1995 in de Britse stad Edinburgh. Het was de 21e editie van het toernooi. Er werd gespeeld op de gravelbanen van het Craiglockhart Tennis Centre.

## Toernooisamenvatting
De titelhoudsters, de Tsjechische Jana Novotná en de Spaanse Arantxa Sánchez Vicario, waren hun titel niet komen verdedigen.
De Amerikaanse Meredith McGrath en de Letse Larisa Neiland, als eerste geplaatst, wonnen het toernooi door in de finale te winnen van het tweede reekshoofd, de Nederlandse Manon Bollegraf en de Australische Rennae Stubbs.

## Geplaatste teams
- Ranglijstpositie op 22 mei 1995

| Nr. | Team                                | Rang     | Resultaat    | Uitgeschakeld door              |
| --- | ----------------------------------- | -------- | ------------ | ------------------------------- |
| 1.  | Meredith McGrath Larisa Neiland     | 10+7=17  | winnaressen  | winnaressen                     |
| 2.  | Manon Bollegraf Rennae Stubbs       | 8+26=34  | finale       | Meredith McGrath Larisa Neiland |
| 3.  | Nicole Arendt Laura Golarsa         | 13+27=40 | eerste ronde | Patty Fendick Jill Hetherington |
| 4.  | Katrina Adams Zina Garrison-Jackson | 36+34=70 | halve finale | Meredith McGrath Larisa Neiland |

## Toernooischema
| Legenda | Legenda                  |
| ------- | ------------------------ |
| Q       | Qualifier                |
| WC      | Deelname via wildcard    |
| LL      | Lucky Loser              |
| r       | Opgave / trok zich terug |
| w/o     | Walk-over                |
| Alt     | Alternate                |
| SE      | Special Exempt           |
| PR      | Protected Ranking        |
| d       | Diskwalificatie          |